# Dänische Eishockeymeisterschaft 1954/55
In der Saison 1954/55 wurde das erste Mal ein Dänischer Eishockeymeister ausgespielt. Erster dänischer Meister wurde der Rungsted IK.

## Regionalturnier Jütland
Das Regionalturnier Jütland wurde am 19. Februar 1955 in Silkeborg ausgetragen. Silkeborg SF qualifizierte sich mit dem Gewinn der Meisterschaft in Jütland nach Siegen über Horsens SF (2:1 nach Verlängerung im Halbfinale) und den Esbjerg SK (6:2 im Finale) für das Finalturnier am nächsten Tag.

## Finalturnier
Für das Finalturnier qualifizierten sich der Meister der des Regionalturniers in Jütland, der Silkeborg SF, sowie mit dem Rungsted IK und KSF Kopenhagen zwei Vereine aus Seeland.
|    | Klub           | Spiele | Tore  | Punkte |
| -- | -------------- | ------ | ----- | ------ |
| 1. | Rungsted IK    | 2      | 19:07 | 4      |
| 2. | KSF Kopenhagen | 2      | 20:05 | 2      |
| 3. | Silkeborg SF   | 2      | 06:32 | 0      |

Sp = Spiele, S = Siege, U = Unentschieden, N = Niederlagen